# Maurice de Robiano
Graaf Maurice Joseph de Robiano (Brussel, 26 september 1815 - aldaar, 17 december 1869) was een Belgisch senator.

## Biografie

### Familie
Graaf Maurice de Robiano was een telg uit de familie De Robiano. Hij was de tweede zoon van graaf François de Robiano, kamerheer van koning Willem I, lid van het Nationaal Congres, gouverneur van Antwerpen en senator (1778-1836) en Marie-Christine Gillès (1783-1840).
Hij trouwde in 1843 in Brussel met gravin Marie de Hemricourt de Grunne (1817-1882), dochter van graaf Carloman de Hemricourt de Grunne, en had met haar een zoon die ongehuwd bleef en twee dochters. Hun dochter Marie-Sophie (1845-1917) trouwde in 1865 in Brussel met graaf Théodore d'Oultremont (1839-1913), cavaleriegeneraal, vleugeladjudant van koning Leopold II en ordonnantieofficier van de graaf van Vlaanderen, prins Filips, en broer van graaf Émile d'Oultremont, graaf Adrien d'Oultremont en graf John d'Oultremont.
In 1843 verkreeg hij de titel van graaf voor hem en al zijn nakomelingen. Bij gebrek aan nakomelingen bleef dit zonder gevolg.
Hij was de broer van senator Ludovic de Robiano en zijn ooms waren volksvertegenwoordiger Louis de Robiano en de senatoren Eugène de Robiano, Louis Gillès de Pélichy en Philippe Gillès.

### Loopbaan
In 1859 werd de Robiano verkozen tot katholiek senator voor het arrondissement Roeselare, in opvolging van zijn oom Louis Gillès. Hij vervulde dit mandaat tot aan zijn dood.
Hij werd lid van de Heraldische Raad. Hij was een bekend numismaat en bibliofiel. Zijn collectie munten werd in 1893 aangekocht door de Belgische Staat.